# Усть-Волчиха
Усть-Волчиха — село в Волчихинском районе Алтайского края. Административный центр Усть-Волчихинского сельсовета.

## История
Основано в 1812 году. В 1928 году село Усть-Волчиха состояло из 126 хозяйств, основное население — русские. Центр Усть-Волчихинского сельсовета Волчихинского района Славгородского округа Сибирского края.

## Население
| 1997  | 1998  | 1999  | 2000  | 2001  | 2002  | 2003  |
| ----- | ----- | ----- | ----- | ----- | ----- | ----- |
| 1222  | ↘1164 | ↘1162 | ↘1148 | ↘1124 | ↘1086 | →1086 |
| 2004  | 2005  | 2006  | 2007  | 2008  | 2009  | 2010  |
| ↘1079 | ↘1076 | ↘1058 | ↘1015 | ↗1030 | ↗1040 | ↘965  |
| 2011  | 2012  | 2013  |       |       |       |       |
| ↘960  | ↘956  | ↘941  |       |       |       |       |

В селе проживают казахи немцы и украинцы. Основную часть населения составляют русские, украинцы (по данным переписи 1970 года) составляли 3 %, немцы — 4 %.

## География
С Барнаулом и другими городами края Усть-Волчиху связывают автодороги. Ближайшая железнодорожная станция — Михайловская.
Село относится к местностям Алтайского края, удалённых от сетей связи.
На территории села умеренно-континентальный климат и область высокого атмосферного давления — лето жаркое и сухое, зима холодная и тоже сухая. Ветра умеренные, снега выпадает от 10 до 40 см.
В 17 км от села Усть-Волчиха расположен Сростинский бор, фитоценоз которого представлен редким растительным сообществом: южной частью ленточного бора, содержащего ксерофильно-псамоффильный осоково-злаковый лес.

## Инфраструктура
В селе построена новая школа — МБОУ «Усть-Волчихинская СШ». В рамках национального проекта «Образование» планируется создание в школе центра «Точка роста» для практики использования современных образовательных технологий и мини-технопарка для дополнительных занятий по основным предметам — математике, информатике, химии, биологии и физике.
Услуги здравоохранения оказывает КГБУЗ Волчихинская центральная районная больница, есть отделение Сбербанка, почтовое отделение, амбулатория. В селе работают 14 крестьянских фермерских хозяйств (животноводство и растениеводств) — 10 хозяйств, индивидуальные предприниматели. В селе заменили водонапорную башню, отремонтировали Дом культуры, обустроили детскую игровую площадку
Жители села Усть-Волчиха заняли 2-е место в региональном конкурсе на звание «Самого благоустроенного села края».